# 2726 Kotelnikov
2726 Kotelnikov este un asteroid din centura principală, descoperit pe 22 septembrie 1979, de Nikolai Cernîh.